# Kleinautowerke Fritz Hückel
Kleinautowerke Fritz Hückel byla československá firma sídlící v Šenově u Nového Jičína, vyrábějící kromě jiného i automobily.

## Počátky firmy
Fritz Hückel (1885–1973), syn továrníka Augusta Hückla (1838–1917), byl kloboučník, amatérský automobilový závodník, spoluzakladatel Moravsko-slezského automobilového klubu a spoluvlastníkem firmy J. Hückel’s Söhne (J. Hückel a synové) v Novém Jičíně. Otto Kloss byl zámečník. V roce 1906 společně vyrobili vůz označený jménem Hückel. Tento jediný exemplář poháněl vzduchem chlazený čtyřválcový motor a podobal se automobilu Laurin & Klement A. V letech 1913 a 1914 vedl Fritz Hückel firmu Austro-Cyclecar.
V roce 1945 byly továrny firmy J. Hückel’s Söhne vyvlastněny a Fritz Hückel jako sudetský Němec musel Československo opustit. Zkoušel založit novou továrnu na klobouky v dolnobavorském Dingolfingu a hornobavorském Weilheimu. Fritz Hückel zemřel 12. ledna 1973 v Mnichově.

## Historie firmy
Fritz Hückel založil v roce 1921 nebo 1922 společnost Kleinautowerke Fritz Hückel a začal s malosériovou výrobou automobilů pod značkou Gnom a později Hückel. V roce 1935 nebo 1936 byla výroba ukončena.

## Vozidla

### Gnom
Malé automobily Gnom byly podobné vozu vyráběnému továrnou Nesselsdorfer Wagenbau-Fabriks-Gesellschaft v Kopřivnici. Později se více podobaly modelu Opel 4 PS. V té době i některé díly vozu Opel 4/20 PS používaly. Ročně vznikl jeden až dva vozy.

### Hückel
V roce 1935 byl představen typ Hückel Special. Poháněl jej šestiválcový motor firmy Tatra. Vyroben byl jediný kus.